# Calathea glaziovii
Calathea glaziovii är en strimbladsväxtart som beskrevs av George Bentham. Calathea glaziovii ingår i släktet Calathea och familjen strimbladsväxter. Inga underarter finns listade.